# 豊後森機関庫
豊後森機関庫（ぶんごもりきかんこ）は、大分県玖珠郡玖珠町の国鉄（現JR九州）久大本線豊後森駅の東側にあった機関庫である。
2009年（平成21年）2月6日に機関庫及び転車台が「旧豊後森機関区の関連遺産」として近代化産業遺産に認定され、2012年（平成24年）8月13日に機関庫及び転車台がそれぞれ「旧豊後森機関庫」及び「旧豊後森機関庫転車台」として国の登録有形文化財に登録された。

## 概要
大分県玖珠郡玖珠町の豊後森駅の東側に、1934年（昭和9年）の久大線全線開通とともに完成。同時に、豊後森機関区も発足した。鉄筋コンクリート造で1,785m2の面積を有し、最盛時には蒸気機関車21台が所属する大規模な扇形機関庫であった。
太平洋戦争中の1945年（昭和20年）8月4日には、米軍機の機銃掃射によって助役1名と職員2名が死亡する被害を受け、機関庫の壁面にはその際の弾痕が残り、豊後森機関庫ミュージアムでは付近で見つかった薬莢が展示されている。
蒸気機関車には前後の区別があったため、方向転換のために大規模な扇形機関庫や転車台が必要であったが、ディーゼル機関車やディーゼルカーへの移行が進んだことにともない、1971年（昭和46年）に廃止された。
廃止前の1969年（昭和44年）から、宮原線で使用されていた国鉄キハ07形気動車が廃車後も保管されていた。同車は1986年（昭和61年）に大分運転所に移設の後、2003年（平成15年）に開館した九州鉄道記念館で保存されている。

## 保存と活用
2001年（平成13年）に地元の有志によって保存委員会が結成され、登録有形文化財の登録を受けるべく活動した。その一環として行われた「一万人の署名運動」では、玖珠町の人口を上回る22,437人分の署名が集まり、2012年に登録有形文化財に登録された。
2006年（平成18年）3月には、玖珠町が旧機関庫と敷地（10,200m2）を3,466万円でJR九州から買収。2008年（平成20年）には、鉄道記念公園整備計画を策定しており、「豊後森機関庫公園」として整備が進められている。
公園内には、機関庫西側にある作業員詰所を改修して「豊後森機関庫ミュージアム -BUNGOMORI ROUNDHOUSE MUSEUM-」が開設されている。

### 国鉄9600形蒸気機関車の保存

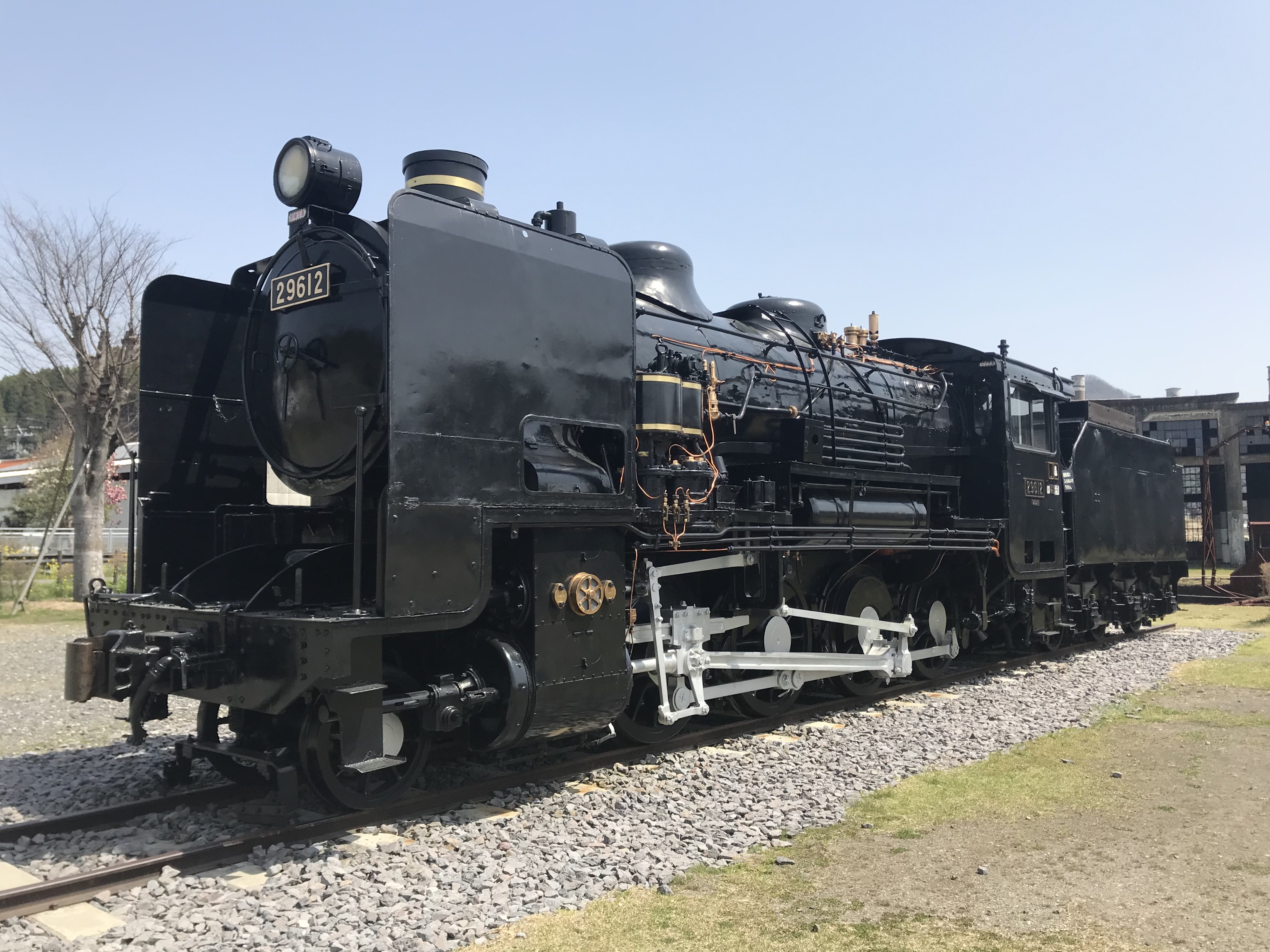
国鉄9600形蒸気機関車 29612号機

2015年（平成27年）6月12日から、1919年（大正8年）製の国鉄9600形蒸気機関車「29612」号機を保存している。
この蒸気機関車は福岡県志免町から無償譲渡を受けたものである。志免町の中の坪公園で展示されていたもので、公園の改修に伴い、志免町では老朽化した蒸気機関車を修復して展示する予定であったが、町議会で修復予算が否決されたため、やむなく解体する予定となっていたものであった。2014年（平成26年）4月8日に志免町で譲渡の調印式が行われ、蒸気機関車は修復を受けた後、2015年6月10日に豊後森機関庫跡に搬入され、12日に設置作業が完了した。

## 沿革
- 1929年（昭和4年）：豊後森駅開業[10]。

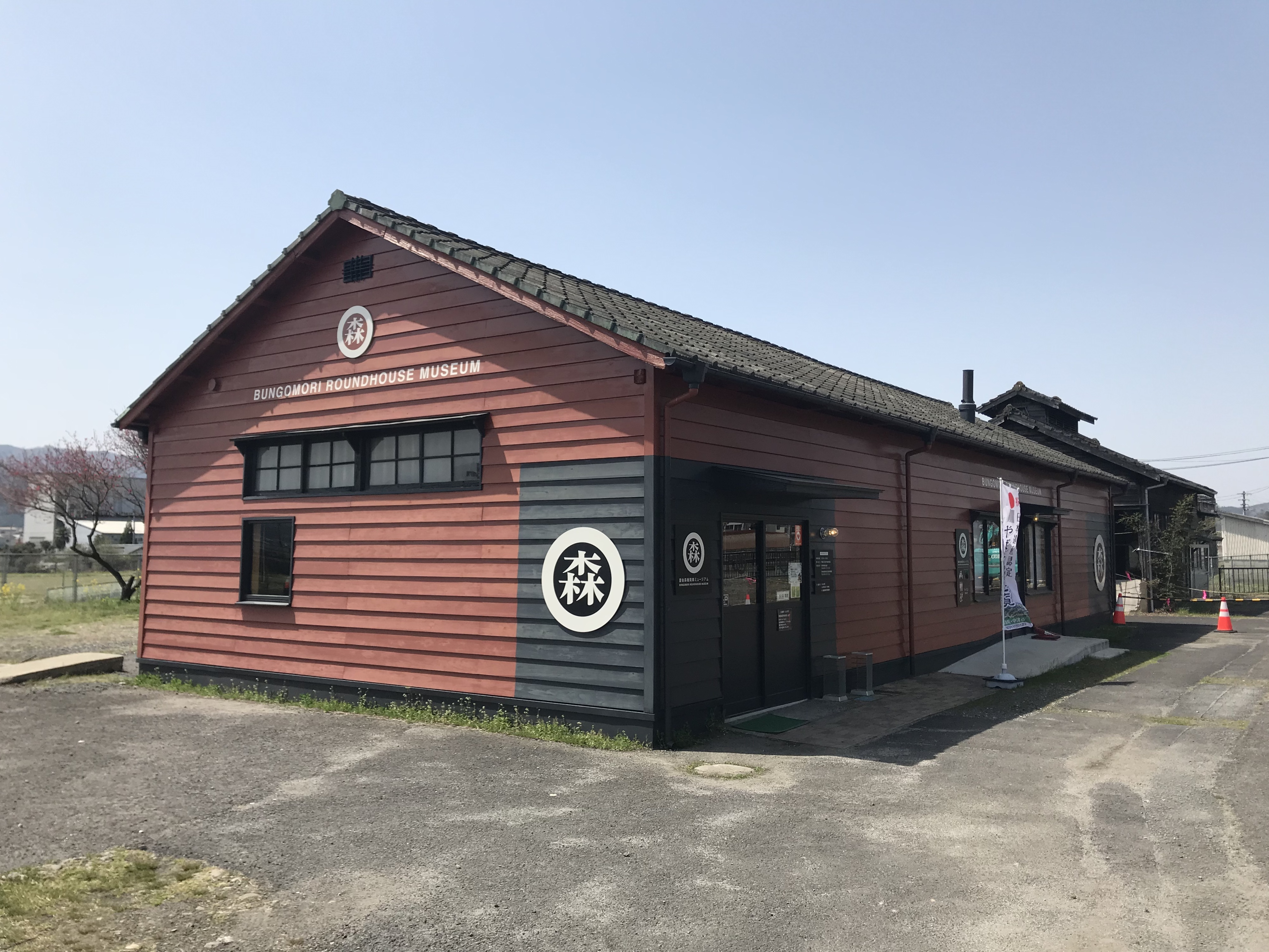
豊後森機関庫ミュージアム

- 1933年（昭和8年）：森町に機関区を設置することが決定。
- 1934年（昭和9年）：久大線全線開通。豊後森機関区発足。
- 1945年（昭和20年）8月4日：米軍機の機銃掃射を受け職員3人が死亡。
- 1970年（昭和45年）9月：久大線から蒸気機関車が姿を消す。
- 1971年（昭和46年）4月：豊後森機関区廃止。
- 2009年（平成21年）2月6日：機関庫及び転車台が「旧豊後森機関区の関連遺産」として近代化産業遺産に認定される。
- 2012年（平成24年）8月13日：機関庫及び転車台がそれぞれ「旧豊後森機関庫」及び「旧豊後森機関庫転車台」として国の登録有形文化財に登録される。
- 2014年（平成26年）4月8日：福岡県志免町で解体予定であった、国鉄9600形蒸気機関車29612号機の譲渡を発表。
- 2015年（平成27年）
  - 6月10日：国鉄9600形蒸気機関車29612号機を移設。
  - 11月8日：豊後森機関庫ミュージアムを開設。
- 2019年（令和元年）12月：台湾鉄路管理局（台鉄）の彰化扇形庫と姉妹提携を締結。式典には町長や台鉄の職員のほか、地元の衆議院議員衛藤征士郎および台北駐日経済文化代表処駐日代表の謝長廷も出席した[11]。

## 文化財
登録有形文化財
- 旧豊後森機関庫
- 旧豊後森機関庫転車台

## その他
- 2020年10月 - 同年12月に放送したサザエさんのOPには、この機関庫のシーンがある[注 1][12]。